# 의령 율리재
의령 율리재(宜寧 栗里齋)는 대한민국 경상남도 의령군 부림면 단원리에 있는 재실이다. 2018년 7월 19일 문화재 지정 예고를 거쳐, 2018년 11월 5일 경상남도의 문화재자료 제652호로 지정되었다.

## 지정 사유
이 건물은 안택을 추모하기 위하여 건립된 재실로 공간구성상 가운데 방을 놓고, 좌우측면에 마루가 놓인 것이 일반 재실에서 보여지는 공간적 구성과는 정반대의 특징을 보여주고 있다. 따라서 우리나라 근대한옥으로의 변천적 특징을 잘 보여주고 있으며, 이 건물에 사용된 재목의 치목정도나 공간의 짜임새가 우수하여 문화재로서의 지정할 가치가 있으며, 고직사도 포함하여 같이 지정·관리하여 교육적 역사적 자료 등으로 활용코자 문화재자료로 지정한다.

## 참고 문헌
- 의령 율리재 - 국가유산청 국가유산포털